# Namacunde
Namacunde és un municipi de la província de Cunene. Té una extensió de 10.701 km² i 143.739 habitants. Comprèn les comunes de Namacunde i Shiede. Limita al nord amb els municipis de Cuanhama, a l'est amb el municipi de Cuangar, al sud amb la República de Namíbia, i a l'oest amb el municipi d'Ombadja. Al municipi hi ha Santa Clara, la població angolesa més pròxima a la frontera entre Angola i Namíbia.

## Història
Namacunde era una estació de la missió de la Societat de Missions del Rhin a Oukwanyama al sud de Angola, situada a 25 km al sud-est d'Ondjiva.
La missió de Namacunde va ser fundada el 1900 pel missioner alemany Wilhelm Ickler. En el moment es va pensar que la zona era part de l'Àfrica Sud-occidental Alemanya. Just quan Ickler havia començat la construcció de l'estació de la tercera missió alemanya a Oukwanyama, va caure malalt de malària i febre d'aigües negres i va morir el 22 de juny de 1900.
El novembre de 1915, el alemanys van haver d'abandonar Namacunde, ja que es va convertir a l'estació frontera entre Àfrica Occidental Portuguesa i Àfrica del Sud-oest britànica.